# Segnale Wow!

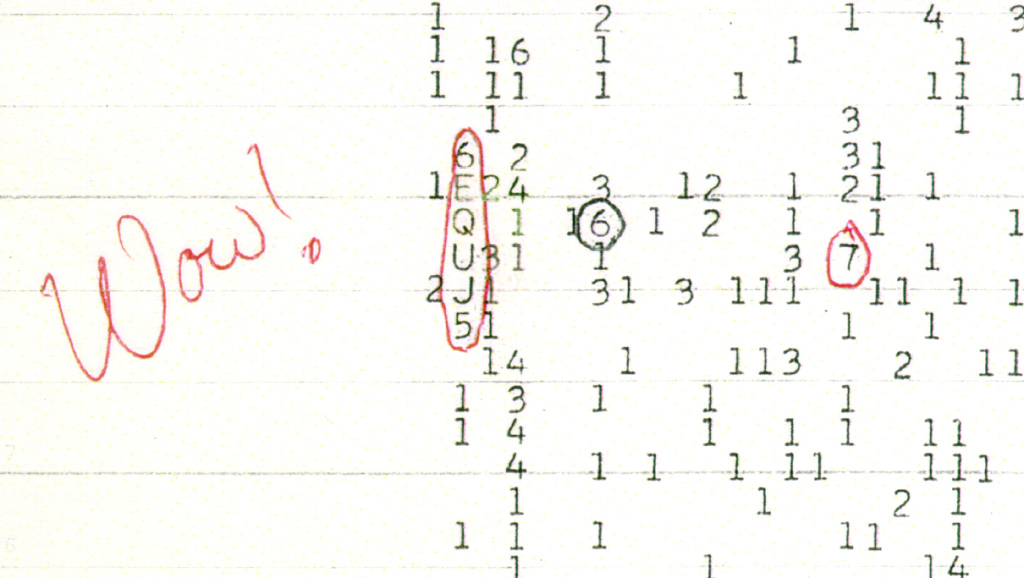
Il listato originale stampato dal computer del radiotelescopio contenente il segnale Wow!

Segnale Wow! è il nome dato a un forte segnale radio a banda stretta che fu rilevato dall'astronomo Jerry R. Ehman il 15 agosto 1977, mentre lavorava al progetto di ricerca di vita extraterrestre SETI, con il radiotelescopio Big Ear dell'Università statale dell'Ohio. Le caratteristiche del segnale lasciarono intendere una provenienza esterna alla Terra e al sistema solare. Il segnale fu ricevuto una sola volta ed ebbe la durata di 72 secondi, tempo corrispondente alla finestra di osservazione di Big Ear.
Ehman, stupito dalle caratteristiche del segnale, cerchiò in rosso il codice alfanumerico che corrispondeva ad esso sui tabulati stampati dal radiotelescopio ed annotò a fianco il commento «Wow!», espressione con cui in seguito il segnale divenne noto.

## Dettagli tecnici

### Intensità e larghezza di banda del segnale

Rappresentazione del segnale Wow! (Intensità in funzione del tempo)

Le lettere del codice cerchiato, 6EQUJ5, descrivono la variazione dell'intensità (o potenza) del segnale, diviso per la deviazione standard dello stesso rispetto al rumore di fondo, campionato ogni 12 secondi (di cui 10 di effettivo segnale e 2 di elaborazione del computer), per cui ogni valore numerico e alfabetico rappresenta il segnale 12 secondi dopo il valore immediatamente precedente.
Uno spazio denota un'intensità compresa tra 0 e 0,999 volte il rumore di fondo, i numeri dall'1 al 9 indicano intensità da 1,000 a 9,999, mentre intensità superiori a 10,0 sono segnalate da una lettera, che cambia per ogni unità di intensità ('A' corrisponde a intensità tra 10,0 e 10,999, 'B' a intensità tra 11,0 e 11,999, etc). Il valore 'U', corrispondente ad un'intensità tra 30,0 e 30,999, è stato il valore di intensità più alto mai misurato dal radiotelescopio.
La larghezza di banda del segnale è uguale o inferiore a 10 kHz (ciascuna colonna della stampa corrisponde a un canale ampio 10 kHz; il segnale è presente in una sola colonna). Sono stati trovati due differenti valori per la sua frequenza, 1420,356 MHz (J. D. Kraus) e 1420,456 MHz (J. R. Ehman), entrambi molto vicini alla frequenza della riga a 21 cm dell'idrogeno neutro, a 1420,405 MHz.

### Localizzazione del segnale
Sono state trovate due possibili coordinate equatoriali:
- A.R. = 19h22m24.64s ± 5s
- A.R. = 19h25m17.01s ± 5s

Entrambe le coordinate hanno declinazione =-27°03' ± 20' (epoca B1950.0) e ricadono entro il confine sud-orientale della costellazione del Sagittario.

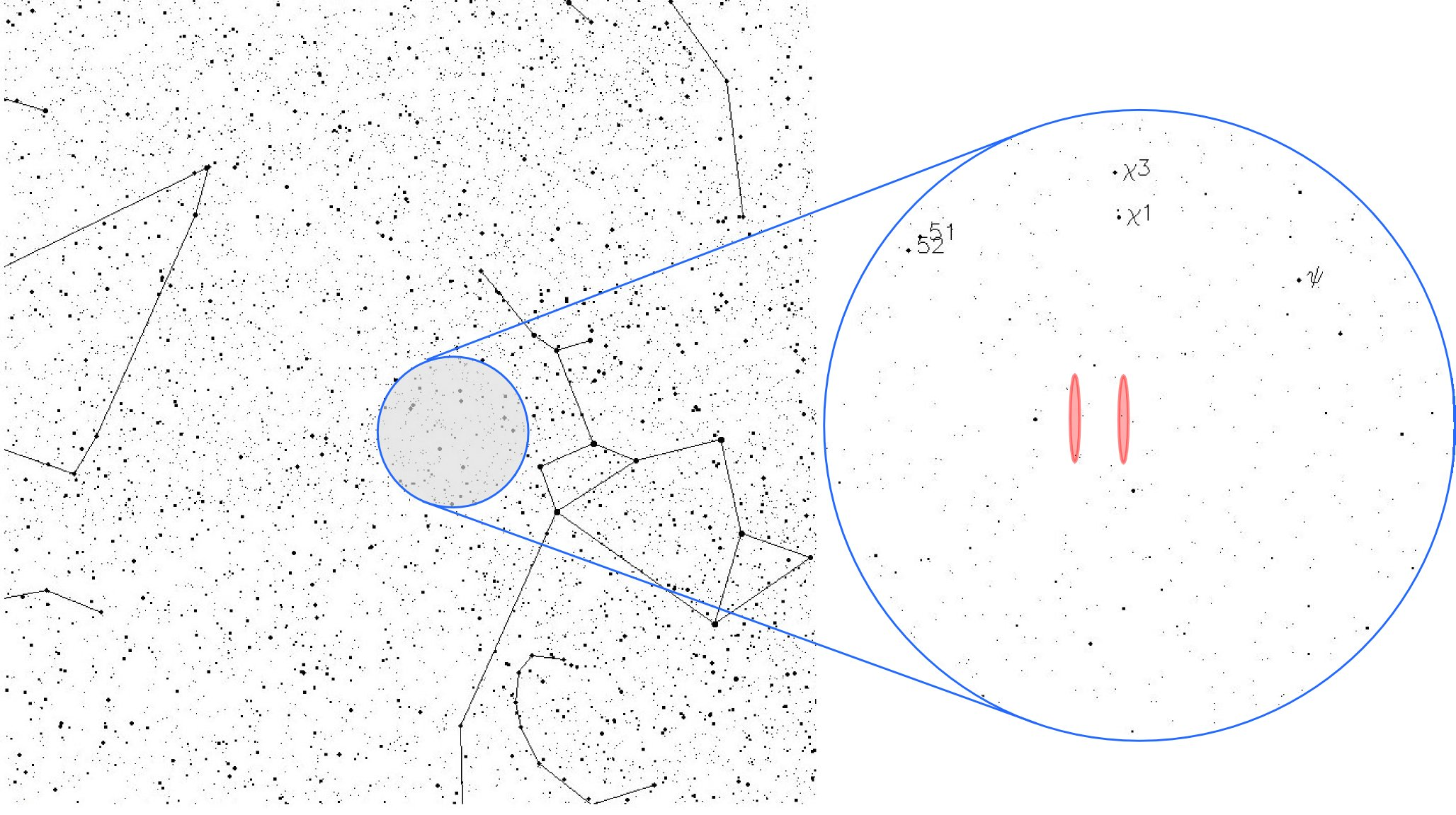
Localizzazione del segnale nella costellazione del Sagittario. A causa della natura dell'esperimento, l'origine del segnale può trovarsi in una delle due aree indicate in rosso. Per comodità di rappresentazione la larghezza delle due aree non è in scala: dovrebbero essere ancora più strette

Il radiotelescopio Big Ear era fisso e sfruttava la rotazione della Terra per scandagliare il cielo. Alla velocità di rotazione della Terra, considerando la larghezza della finestra osservativa del Big Ear, il telescopio poteva osservare un qualunque punto per 72 secondi. Ci si aspettava quindi che un segnale extraterrestre fosse registrato per esattamente 72 secondi e con un'intensità che sarebbe gradualmente aumentata per i primi 36 secondi – finché il punto di origine non raggiungeva il centro della finestra osservativa – per poi progressivamente diminuire; tale fu l'esatto comportamento del segnale Wow.
Sia per la sua durata di 72 secondi sia per la sua forma, il segnale avrebbe avuto, quindi, un'origine extraterrestre.

## Ricerche per la ricorrenza del segnale
Il telescopio Big Ear utilizzava due "antenne a tromba" che scandagliavano la stessa porzione di volta celeste a distanza di tre minuti tra di loro; il segnale Wow fu rilevato da uno di questi fasci di rilevatori, ma non dall'altro. Era quindi possibile che esso apparisse anche tre minuti dopo (o prima), ma così non fu.
Ehman ricercò senza successo la ricorrenza del segnale usando il Big Ear il mese successivo al rilevamento.
Nel 1987 e nel 1989, Robert Gray ricercò l'evento usando l'array META all'Oak Ridge Observatory, ma la trasmissione non si ripresentò. Gray tentò anche nel 1995 e nel 1996 utilizzando il Very Large Array, molto più potente del Big Ear, e nel 1999 usando il radiotelescopio da 26 metri dell'Università della Tasmania di Hobart.
Furono effettuate sei osservazioni da 14 ore ciascuna, in posizioni nelle vicinanze del presunto punto di provenienza del segnale, ma non fu mai più rilevato niente di simile al segnale Wow.

## Origine del segnale
- Frank Drake, cofondatore del SETI, per spiegare come mai il segnale non fu mai più rilevato, suppose che fosse stato inviato da una lontana civiltà extraterrestre, che avrebbe focalizzato tutta l'energia di emissione in un fascio spaziale molto stretto e per un tempo molto breve, in modo che potesse essere ricevuto a grandi distanze. Un segnale emesso per un tempo prolungato e/o in molteplici direzioni, infatti, avrebbe richiesto l'impiego di una grande quantità di energia[7][8]. Anche gli stessi Drake e Sagan, quando nel 1974 avevano inviato un messaggio terrestre verso possibili civiltà aliene, lo avevano trasmesso una sola volta ed in una sola direzione, inviandolo dal radiotelescopio di Arecibo verso l'Ammasso Globulare di Ercole, a 25.000 anni luce di distanza dalla Terra[9].
- Nei mesi a seguire molti scettici avanzarono l'ipotesi secondo cui il segnale sarebbe stato causato da un fenomeno chiamato scintillazione interstellare, dovuto a turbolenze di plasma interplanetario o a lontanissime pulsar che genererebbero disturbi nella ricezione radioastronomica. Lo stesso Ehman, dopo qualche tempo, si dichiarò dubbioso sulla teoria dell'origine del segnale da parte di un'intelligenza extraterrestre, affermando al riguardo: “Avremmo dovuto vedere di nuovo il segnale quando lo abbiamo cercato per 50 volte. Qualcosa suggerisce che esso fosse un segnale originatosi sulla Terra e semplicemente riflesso da un detrito spaziale”[10]. La teoria del riflesso da parte di un detrito fu però successivamente confutata: sulla Terra le trasmissioni sulla frequenza di 1420 MHz sono proibite per legge e il detrito avrebbe dovuto avere caratteristiche fisiche improbabili per poter avere un comportamento paragonabile a quello di una sorgente radio fissa sulla sfera celeste.[11][12].
- Nel 2015, Antonio Paris, docente al St. Petersburg College, in Florida, ipotizzò che il segnale fosse stato generato dal rilascio di acqua dovuto al passaggio contemporaneo di due comete, la 266P/Christensen e la 335P/Gibbs che, il 15 agosto 1977, si trovavano in linea con la supposta zona di origine del segnale e la cui esistenza non era nota all'epoca.[13] Analisi successive hanno però mostrato che tali comete non erano in realtà presenti nell'area in cui il segnale è stato localizzato al momento della rilevazione, e anche l'idea che le comete possano produrre emissioni dell'intensità osservata sulla frequenza dell'idrogeno neutro ha incontrato forte scetticismo. Questa teoria inoltre non spiega la rilevazione del segnale da parte di un'antenna ma non dell'altra.[14]
- Nel 2024, Abel Méndez del Laboratorio di Osservabilità Planetaria di Porto Rico pubblica un articolo scientifico che dà una spiegazione del segnale Wow come fenomeno naturale: esso sarebbe stato generato da una emissione stimolata nella riga dell'idrogeno (maser) che, nel suo tragitto verso la Terra, avrebbe incontrato una nube di idrogeno freddo e neutro. Il radiotelescopio di Arecibo ha captato diversi segnali con caratteristiche analoghe, sebbene di intensità minore.[15][16]

## Il segnale Wow nella cultura di massa
- Si fa riferimento al segnale nella serie TV X-Files: nell'episodio di apertura della seconda stagione, Little Green Man, l'agente Dana Scully investiga sulla provenienza di un segnale radio sconosciuto che il suo partner, Fox Mulder, aveva recuperato in seguito ad un avvistamento UFO al radiotelescopio di Arecibo a Porto Rico, usato nell'ambito del progetto SETI.
- Un altro riferimento è poi presente nella canzone del gruppo musicale statunitense The Dandy Warhols, intitolata SETI vs the wow! Signal, contenuta nell'album This Machine, pubblicato il 24 aprile 2012.
- Altro riferimento è anche presente nel 2º episodio della prima stagione della serie televisiva Il problema dei 3 corpi, dal titolo Costa Rossa. La serie è l'adattamento del romanzo Il problema dei tre corpi scritto da Liu Cixin, primo capitolo della serie Memoria del passato della Terra.